# Festprissar
Festprissar (engelska: Blotto) är en amerikansk komedifilm med Helan och Halvan från 1930 regisserad av James Parrott.

## Handling
Halvan vill gå ut, men hans fru förbjuder honom. Helan bjuder Halvan på en kväll på en nattklubb, och med lite knep lurar Halvan sin fru och går ut med Helan på nattklubb. Men hustrun visar sig vara smartare än vad Halvan visste.

## Om filmen
Filmen är en delvis remake av duons tidigare stumfilmer Lev livet leende och Toffelhjältar på vift som båda utkom 1928. Delar av handlingen i denna film kom att återanvändas i duons senare långfilm Följ med oss till Honolulu som utkom 1933.
Filmen återlanserades på bio i USA 1937, nedklippt och med tillagd musik, och det är den versionen som finns utgiven på DVD. Originalversionen av filmen från 1930 är försvunnen.

### Andra versioner
Filmen har även spelats in i versioner på spanska och franska, där Helan och Halvan själva pratar spanska och franska. Den franska versionen  Une Nuit Extravagante finns delvis bevarad, medan den spanska versionen La Vida Nocturna finns helt bevarad.

### Svensk distribution
Filmen hade svensk biopremiär den 7 november 1932 på biograferna Piccadilly och Rialto i Stockholm och ingick i ett kortfilmsprogram med titeln Vänner i vått och torrt. I kortfilmsprogrammet ingick två andra kortfilmer med duon; Klubbmiddag och Störd husfrid som båda är från 1931.
Efter den ursprungliga premiären 1932 har filmen vid nypremiärer gått under nya titlar; bland annat Festprissar och På lyset.

## Rollista (i urval)
- Stan Laurel – Stan (Halvan)
- Oliver Hardy – Ollie (Helan)
- Anita Garvin – mrs. Laurel
- Baldwin Cooke – servitör
- Tiny Sandford – servitör
- Jack Hill – man utanför telefonkiosk
- Charlie Hall – chaufför[2]